# أليسون أرواخو سانتوس
أليسون أرواخو سانتوس (بالبرتغالية: Allyson) (28 فبراير 1982 بأراكاجو في البرازيل - ) هو لاعب كرة قدم برازيلي في مركزي قلب الدفاع والدفاع. لعب مع تشايكور ريزه سبور ودنيزلي سبور ومانيساسبور ونادي باهيا ونادي جوفنتودي ونادي فورتاليزا ونادي كوريتيبا ونادي بينفايل وAssociação Desportiva Cabofriense ‏ ونادي باهيا دي فيرا ونادي سانتا كروز وSobradinho Esporte Clube ‏ ونادي ناوتيكو وأثنيكس أشنة ‏.

## وصلات خارجية
- أليسون أرواخو سانتوس على موقع اتحاد تركيا (لاعب) (الإنجليزية)
- أليسون أرواخو سانتوس على موقع قاعدة بيانات كرة القدم.إي يو (الإنجليزية)
- أليسون أرواخو سانتوس على موقع Soccerway.com (الإنجليزية)